# Crimes do Coração
Crimes do coração  (Crimes of the Heart, no original) é um filme estadunidense de 1986, do gênero comédia dramática, dirigido por Bruce Beresford.

## Sinopse
Três irmãs que levam a vida de forma bem diferente se reencontram quando a caçula atira em seu marido. O encontro causa muitas alegrias, mas também muitas tensões.

## Elenco
- Sissy Spacek .... Rebeca Magrath Botrelle
- Diane Keaton .... Lennora Josephine Magrath
- Jessica Lange .... Margaret Magrath
- Sam Shepard .... Doc Porter
- Tess Harper .... Chick Boyle
- David Carpenter .... Barnette Lloyd
- Beeson Carroll .... Zackery Botrelle
- Jean Willard .... Lucille Botrelle
- Tom Mason .... tio Watson
- Annie McKnight .... Annie May Jenkins
- Gregory Eugene Travis .... Willie Jay
- Hurd Hatfield .... avô

## Principais prêmios e indicações
Oscar 1987 (EUA)
- Recebeu três indicações nas categorias de Melhor Atriz (Sissy Spacek), Melhor Atriz Coadjuvante (Tess Harper) e Melhor Roteiro Adaptado.

Globo de Ouro 1987 (EUA)
- Ganhou na categoria de Melhor Atriz - Comédia / Musical (Sissy Spacek).
- Indicado na categoria de Melhor Filme - Comédia / Musical.
- Indicado na categoria de Melhor Atriz - Comédia / Musical (Jessica Lange)

NYFCC Award 1986 (New York Film Critics Circle Awards, EUA)
- Ganhou na categoria Melhor Atriz (Sissy Spacek)